# Vietname nos Jogos Olímpicos de Verão de 2020
O Vietname participa nos Jogos Olímpicos de Verão de 2020. O responsável pela equipa olímpica é o Comité Olímpico do Vietname, bem como as federações desportivas nacionais da cada desporto com participação. Participa com 18 atletas em 11 desportos.